# 아르투르 라시자대

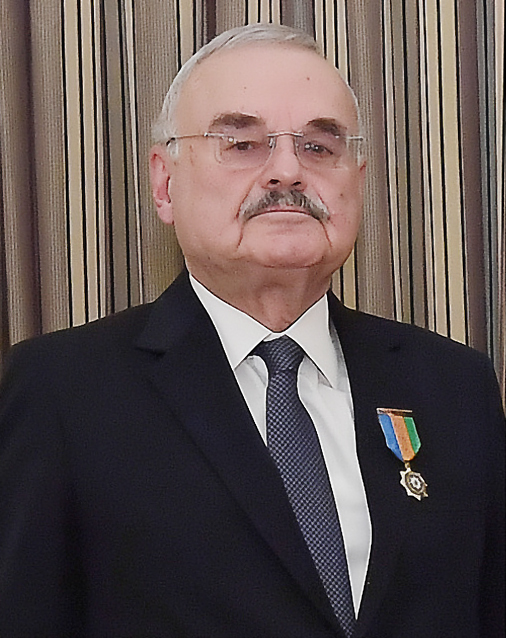
아르투르 라시자대

아르투르 타히르 오글루 라시자대(아제르바이잔어: Artur Tahir oğlu Rasizadə, 러시아어: Арту́р Таи́р оглы́ Расизаде́ 아르투르 타이르 오글리 라시자데[*], 1935년 2월 26일~)는 아제르바이잔의 정치인으로 아제르바이잔의 총리를 2회 역임했다. 라시자대는 아제르바이잔 소비에트 사회주의 공화국 시절 장기간 아제르바이잔 공산당의 당원이었다. 1996년 7월 20일 부터 2003년 8월 4일까지 아제르바이잔의 총리였다. 헤이다르 알리예프 대통령의 아들 일함 알리예프가 아르투르 라시자대의 뒤를 이어 총리에 취임했다. 일함 알리예프가 2003년 10월에 열린 대통령 선거에 출마하여 승리한 후, 2003년 11월 4일 공식적으로 총리직에 돌아왔다. 2018년 4월 21일에 총리직을 물러났다.